# Chicago XI
Chicago XI är ett musikalbum av Chicago. Albumet spelades in våren 1977 och släpptes i september samma år på Columbia Records. Peter Cetera skrev och sjöng endast en låt på skivan, "Baby, What a Big Surprise". Låten gick i samma balladstil som "If You Leave Me Now" från förra albumet, och blev liksom den låten en hit. Albumet blev det sista som gitarristen Terry Kath medverkade på. Han avled i en olyckshändelse några månader efter att albumet släppts. Det var även det sista albumet som producerades av James William Guercio. Skivomslaget bestod denna gång av en detalj ur en karta av staden Chicago.

## Låtlista
1. "Mississippi Delta Blues"
2. "Baby, What a Big Surprise"
3. "Till the End of Time"
4. "Policeman"
5. "Take Me Back to Chicago"
6. "Vote for Me"
7. "Takin' It on Uptown"
8. "This Time"
9. "The Inner Struggles of a Man"
10. "Prelude"
11. "Little One"

## Listplaceringar
| Lista (1977)  | Position          |
| ------------- | ----------------- |
| Kanada        | 4 (RPM)           |
| Nederländerna | 12                |
| Norge         | 5 (VG-lista)      |
| Sverige       | 8 (Topplistan)    |
| USA           | 6 (Billboard 200) |
| Västtyskland  | 39                |
| Österrike     | 9                 |